# Prachtglocken
Die Prachtglocken (Enkianthus) sind eine Pflanzengattung aus der Familie der Heidekrautgewächse (Ericaceae) mit zwölf bis 14 Arten in Ostasien (östlicher Himalaya, China einschließlich Taiwan, Japan, Indochinesische Halbinsel). Enkianthus wird als die ursprünglichste Gattung der Heidekrautgewächse angesehen und in eine eigene (monogenerische) Unterfamilie Enkianthoideae gestellt.

## Beschreibung

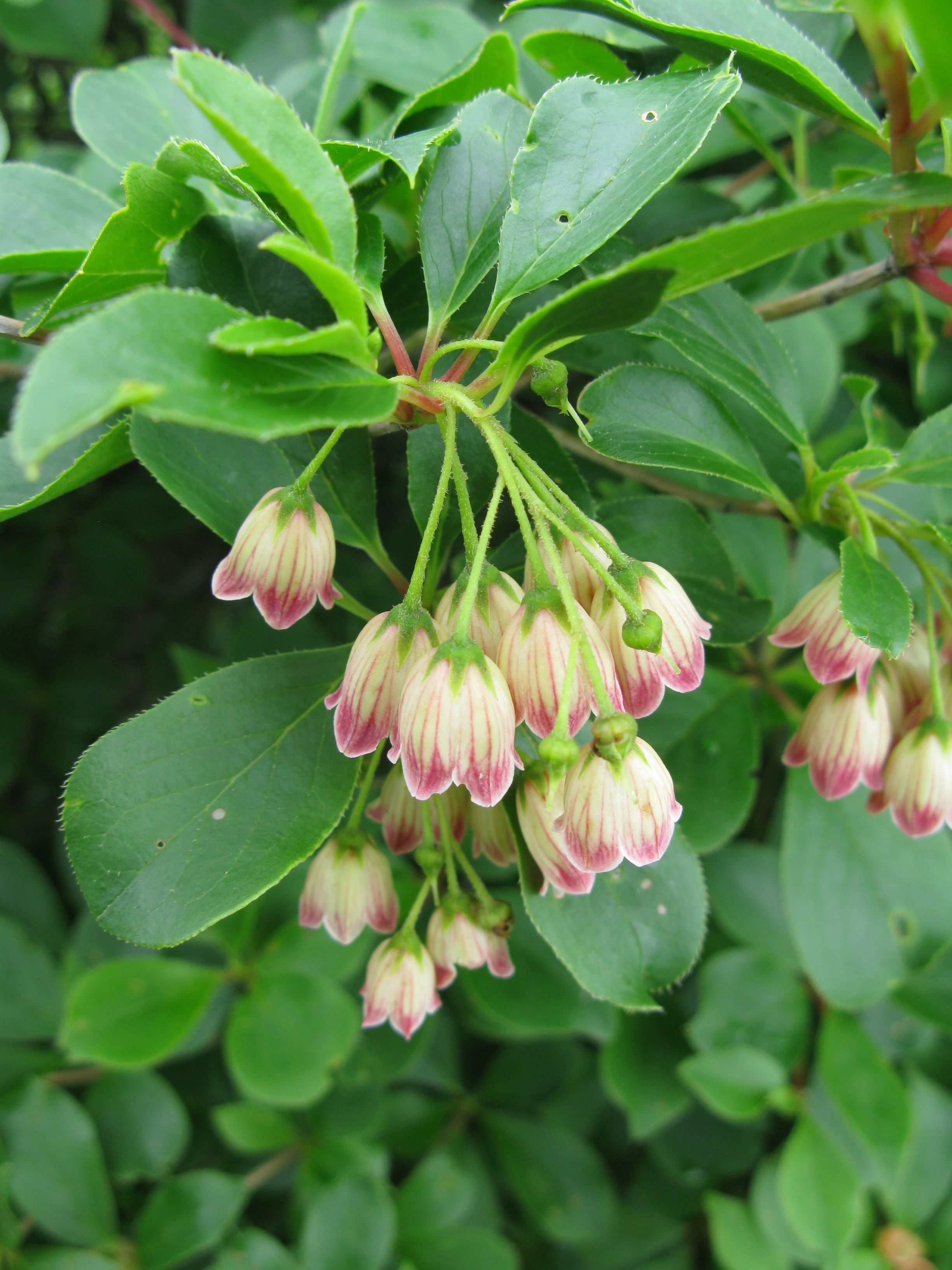
Glockige Prachtglocke (Enkianthus campanulatus)

Die Gattung besteht aus laubabwerfenden, selten immergrünen, Sträuchern und kleinen Bäumen. Die wechselständig in Büscheln an den Enden der Zweige angeordneten Laubblätter sind gestielt, einfach, mit gesägtem oder fast glattem Blattrand. 
Die stehen meist zu vielen in endständigen doldigen oder schirmtraubigen Blütenständen; nur bei wenigen Arten stehen die Blüten einzeln oder paarweise. Die Form der Blütenkrone reicht von breit glocken- bis krugförmig, die Kronzipfel sind stets kurz. Bei den Staubblättern, die in zwei Kreisen stehen und wesentlich kürzer als die Krone sind, sind die Staubfäden flach und an der Basis verbreitert. Bei den länglichen Staubbeuteln öffnet sich jede der an der Spitze begrannten Theken schlitzförmig. Im Gegensatz zu vielen anderen Heidekrautgewächsen bleiben die Pollenkörner nicht zu Tetraden vereinigt. Der oberständige Fruchtknoten mit abgestutzter Narbe besitzt nur wenige Samenanlagen pro Fruchtblatt.
Es wird eine eiförmige, lokulizide Kapselfrucht gebildet, in der die Zahl der reifen Samen bis auf einen reduziert sein kann. Die Samen sind meistens geflügelt.

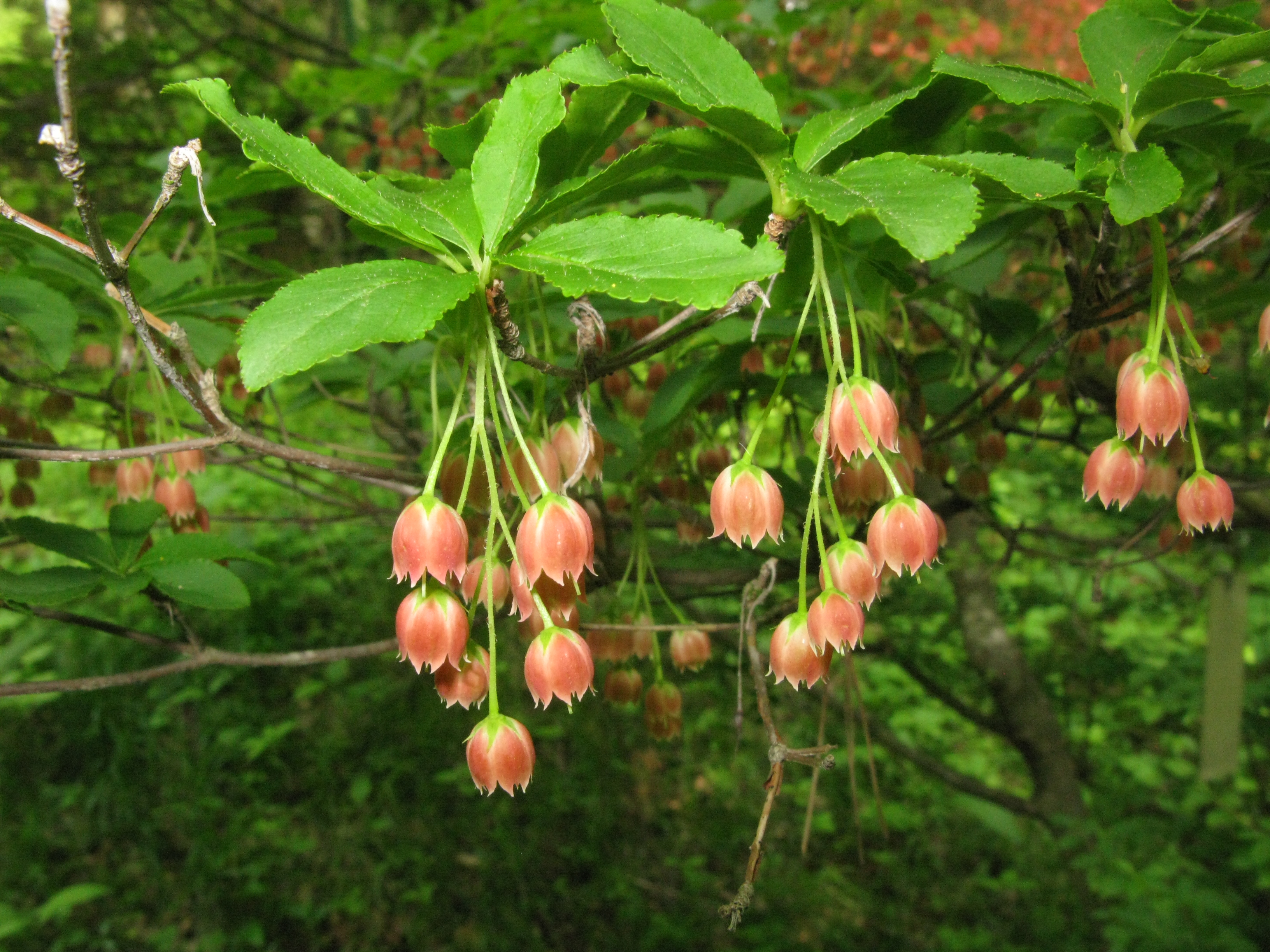
Nickende Prachtglocke (Enkianthus cernuus)

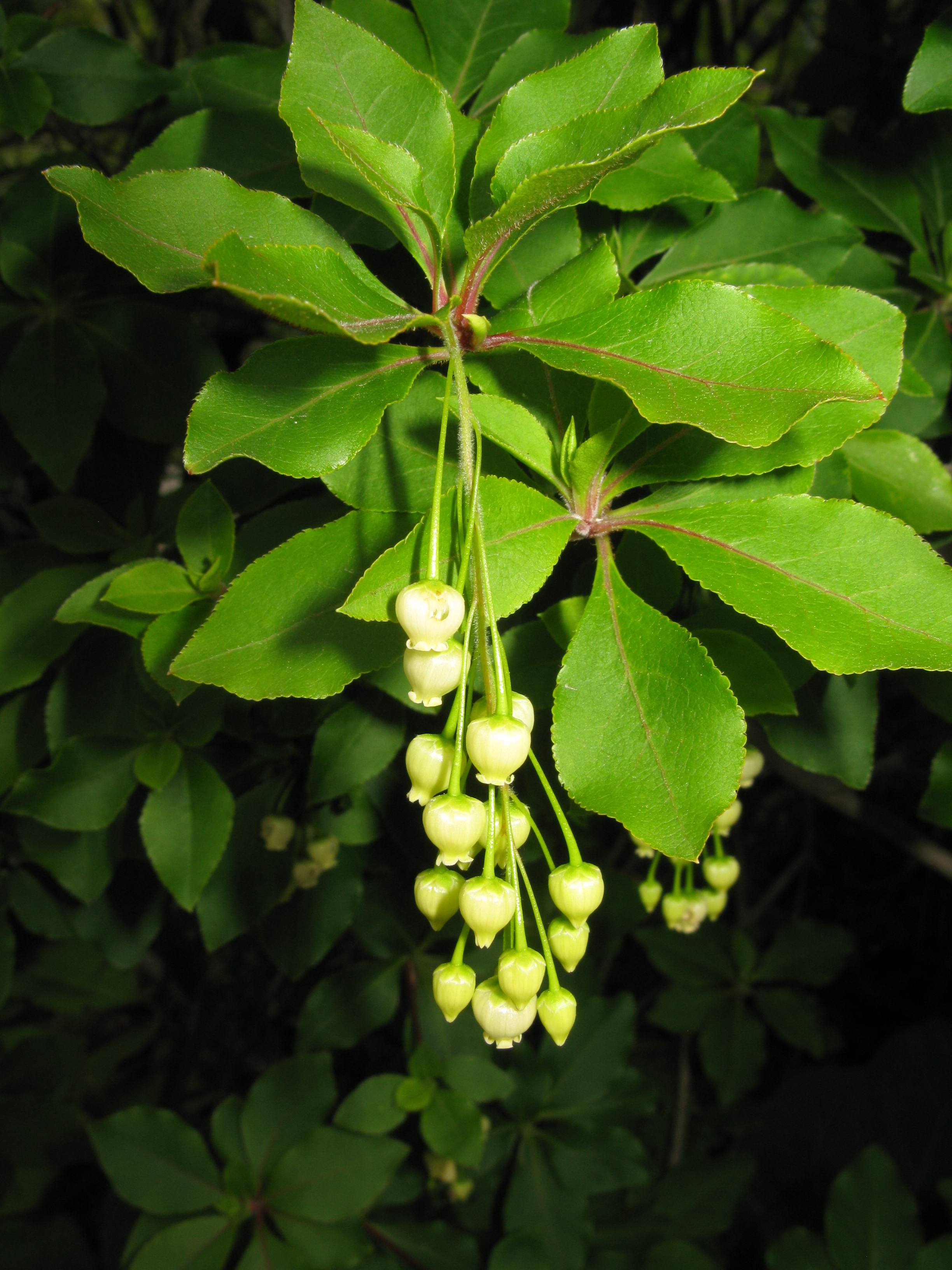
Enkianthus subsessilis

## Arten
Es gibt zwölf bis 14 Enkianthus-Arten:
- Glockige Prachtglocke (Enkianthus campanulatus (Miq.) G.Nicholson, Enkianthus pallidiflorus Craib, Enkianthus recurvus Craib, Enkianthus tectus Craib)[5]: Sie kommt auf  Hokkaido, Honshu und Shikoku vor.[4]
- Nickende Prachtglocke (Enkianthus cernuus (Sieb. & Zucc.) Benth. & Hook.f. ex Makino): Sie kommt auf  Hokkaido, Honshu und Shikoku vor.[4]
- Enkianthus chinensis Franch.: Sie kommt in China vor.[4]
- Überbogene Prachtglocke (Enkianthus deflexus (Griff.) C.K.Schneid.): Sie kommt in zwei Varietäten in Indien, Nepal, Bhutan, Myanmar und in China vor.[4][1]
- Enkianthus pauciflorus E.H.Wilson: Sie kommt in Sichuan und Yunnan in Höhenlagen zwischen 3000 und 3700 Metern vor.[1]
- Frühblühende Prachtglocke (Enkianthus perulatus C.K.Schneid., Syn.: Enkianthus taiwanianus S.S.Ying)[5]: Sie kommt auf Hokkaido, Honshu, Shikoku und im nördlichen Taiwan vor.[4][1]
- Enkianthus quinqueflorus Lour.: Sie kommt in Vietnam, Taiwan und in China vor.[4]
- Enkianthus ruber Dop: Sie kommt vom südlichen China bis Vietnam vor.[5]
- Enkianthus serotinus Chun & W.P.Fang: Sie kommt in Guangdong, Guangxi, Guizhou, Sichuan und Yunnan vor.[1]
- Enkianthus serrulatus (E.H.Wilson) C.K.Schneid.: Sie kommt in den chinesischen Provinzen Zhejiang, Fujian, Hunan, Hubei, Jiangxi,  Guangdong, Guizhou, Sichuan, Yunnan und Guangxi vor.[4]
- Enkianthus subsessilis (Miq.) Makino: Sie kommt im nördlichen und im zentralen Japan vor.[5]